# Convolvulus subspathulatus
Convolvulus subspathulatus är en vindeväxtart som beskrevs av Wilhelm Vatke. Convolvulus subspathulatus ingår i släktet vindor, och familjen vindeväxter. Inga underarter finns listade i Catalogue of Life.